# Боун-Геп (Іллінойс)
Боун-Геп (англ. Bone Gap) — селище (англ. village) в США, в окрузі Едвардс штату Іллінойс. Населення — 181 особа (2020).

## Географія
Боун-Геп розташований за координатами 38°26′41″ пн. ш. 87°59′51″ зх. д. / 38.44472° пн. ш. 87.99750° зх. д. (38.444859, -87.997486).  За даними Бюро перепису населення США в 2010 році селище мало площу 1,55 км², уся площа — суходіл.

## Демографія
Згідно з переписом 2010 року, у селищі мешкало 246 осіб у 93 домогосподарствах у складі 70 родин. Густота населення становила 159 осіб/км².  Було 105 помешкань (68/км²).
Расовий склад населення:
| - 99,6 % — білих - 0,4 % — чорних або афроамериканців |

До двох чи більше рас належало 0,0 %. Частка іспаномовних становила 2,4 % від усіх жителів.
За віковим діапазоном населення розподілялося таким чином: 28,5 % — особи молодші 18 років, 58,5 % — особи у віці 18—64 років, 13,0 % — особи у віці 65 років та старші. Медіана віку мешканця становила 38,6 року. На 100 осіб жіночої статі у селищі припадало 96,8 чоловіків;  на 100 жінок у віці від 18 років та старших — 83,3 чоловіків також старших 18 років.
Середній дохід на одне домашнє господарство  становив 40 752 долари США (медіана — 41 563), а середній дохід на одну сім'ю — 54 547 доларів (медіана — 46 719). Медіана доходів становила 43 125 доларів для чоловіків та 29 500 доларів для жінок. За межею бідності перебувало 11,4 % осіб, у тому числі 0,0 % дітей у віці до 18 років та 0,0 % осіб у віці 65 років та старших.
Цивільне працевлаштоване населення становило 78 осіб. Основні галузі зайнятості: виробництво — 34,6 %, роздрібна торгівля — 16,7 %, освіта, охорона здоров'я та соціальна допомога — 15,4 %.